# Anders von Wahrendorff
Anders von Wahrendorff, född 15 september 1759 i Stockholm, död 7 oktober 1848 på Taxinge-Näsby slott, var brukspatron och bergsråd samt tysk friherre. Han var son till Joachim Daniel Wahrendorff och far till Martin von Wahrendorff.

## Biografi
Anders von Wahrendorff tillhörde en westfalisk riksadlig ätt som med Joakim Daniel Wahrendorff kom till Sverige från Mecklenburg i mitten av 1700-talet. Sonen Anders studerade två år vid akademien i Edinburgh och ett år vid akademien i Göttingen. Efter hemkomsten bedrev han en omfattande bruksrörelse och lanthushållning. År 1805 erhöll han tillsammans med sina bröder Carl och Gustaf av tyske kejsaren Frans II bekräftelse på ättens gamla riksadelskap och upphöjdes på samma gång i tyskt riksfriherrestånd. Gustav IV Adolf bekräftade detta genom att den 13 augusti 1805 naturalisera bröderna som svenska adelsmän.
År 1786 gifte han sig i Göteborg med Maria Charlotta Holterman (1768-1841), dotter till direktören vid Svenska ostindiska kompaniet Martin Holterman och Charlotta Arfwedsson. Paret fick tre barn: Anders (född 1787), Martin (född 1789) och Nils Robert (född 1784). 
År 1813 utnämndes Anders von Wahrendorff till bergsråd med skyldighet att tjänstgöra enbart så ofta bergskollegium påkallade hans biträde. 1803 övertog han från sin far de stora egendomarna och brukskomplexen Näsby, Länna bruk, Ånhammar, Berga, Skeppsta samt Åkers styckebruk. Mellan 1807 och 1813 lät han uppföra en ny huvudbyggnad på Näsby och anlitade den för tiden välkände arkitekten Carl Christoffer Gjörwell att gestalta byggnaden. Gjörwell ritade ett påkostat hus i två våningar med en något lägre vindsvåning. Familjen tillbringande vintrarna i Stockholm och en stor del av somrarna på Näsby. Den slottsliknande byggnaden är idag ett populärt utflyktsmål vid Gripsholmsviken.
Anders von Wahrendorff avled 1848 på sitt sommarvistelse Taxinge-Näsby och fann sin sista vila på Taxinge kyrkas kyrkogård. Det omfattande arvet övergick till sonen Martin von Wahrendorff som bland annat utvecklade kanontekniken på Åkers styckebruk.

## Bilder

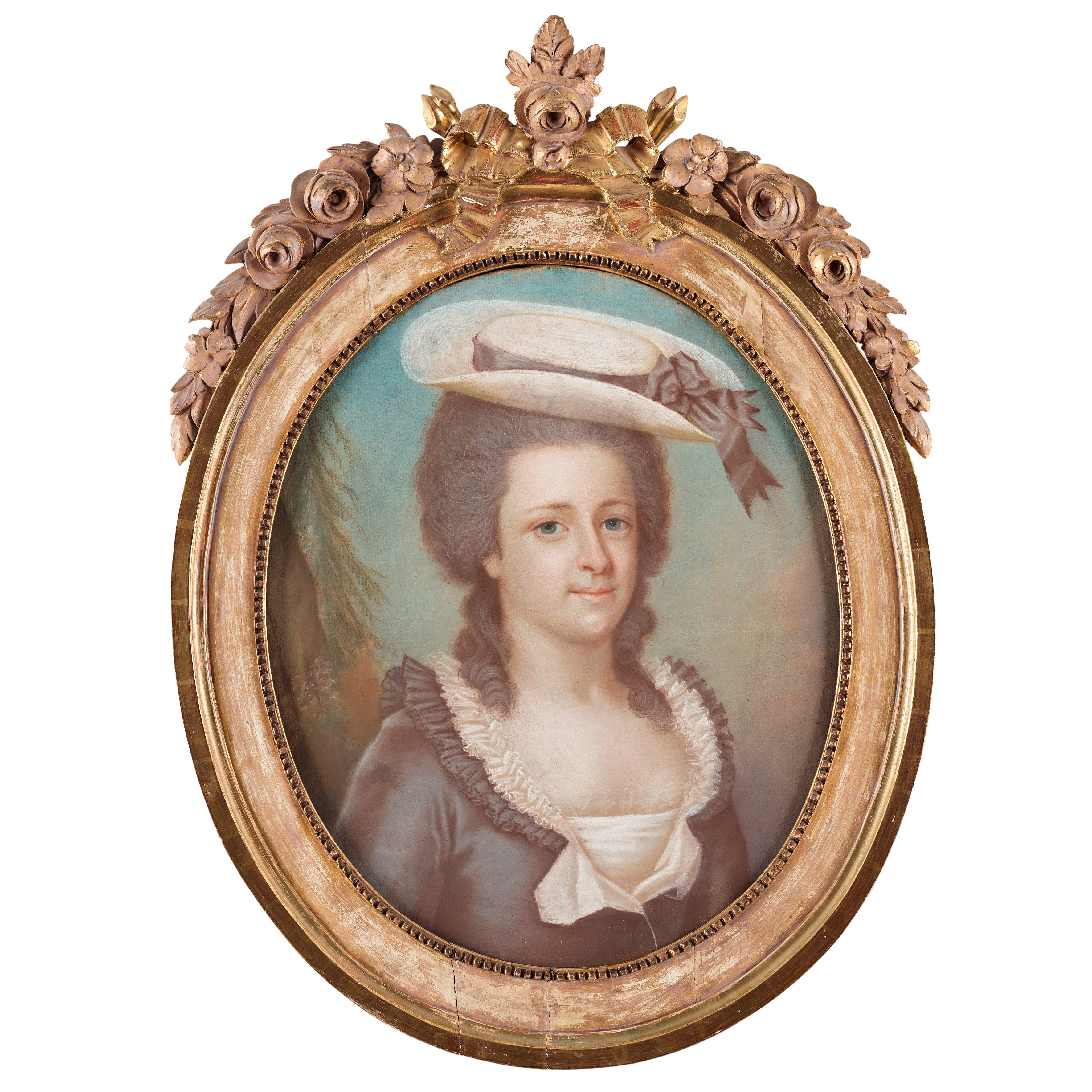
Wahrendorffs hustru Maria Charlotta Holterman, avporträtterad ca 1790 av Jonas Forsslund.
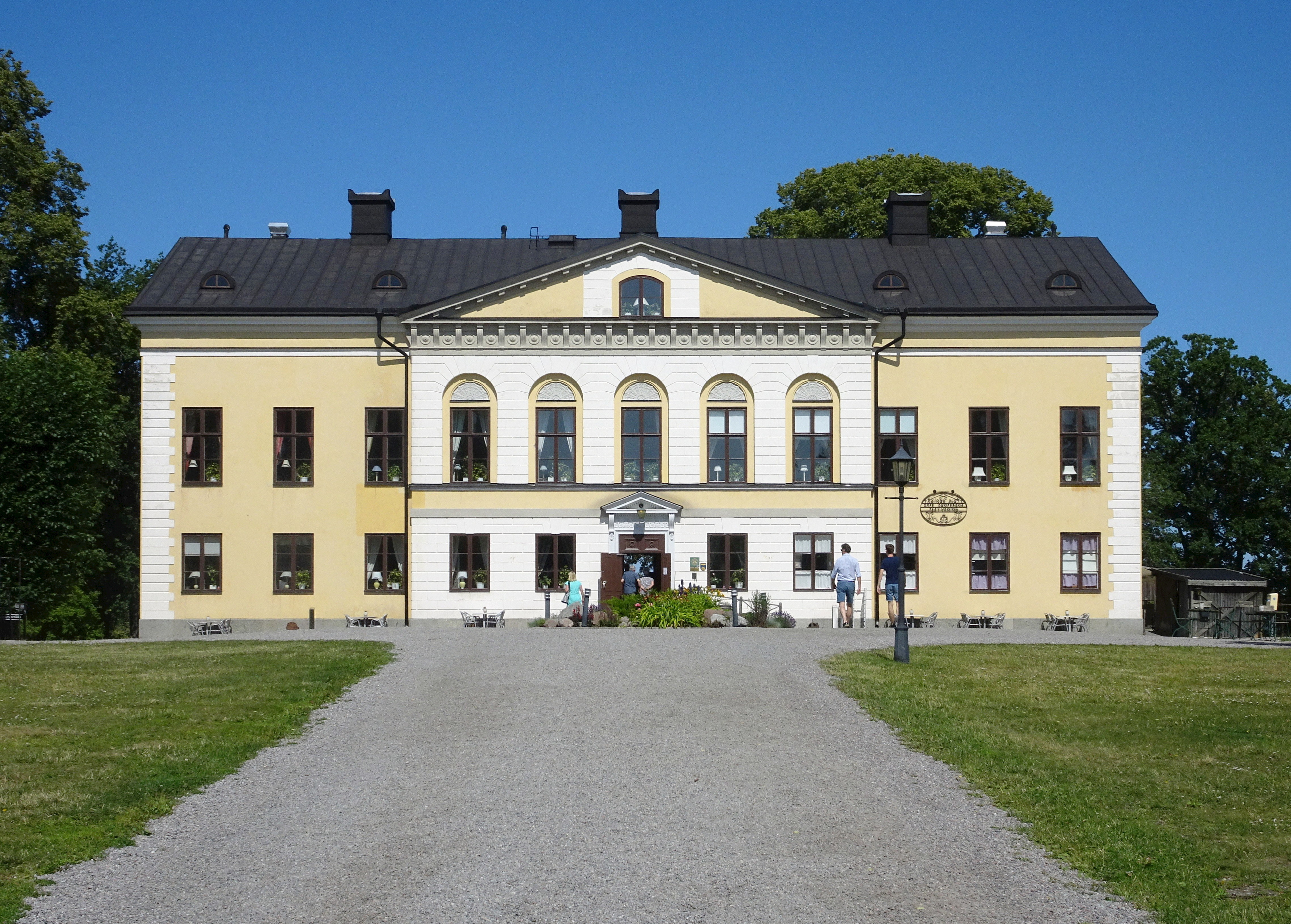
Taxinge slott, huvudbyggnad.
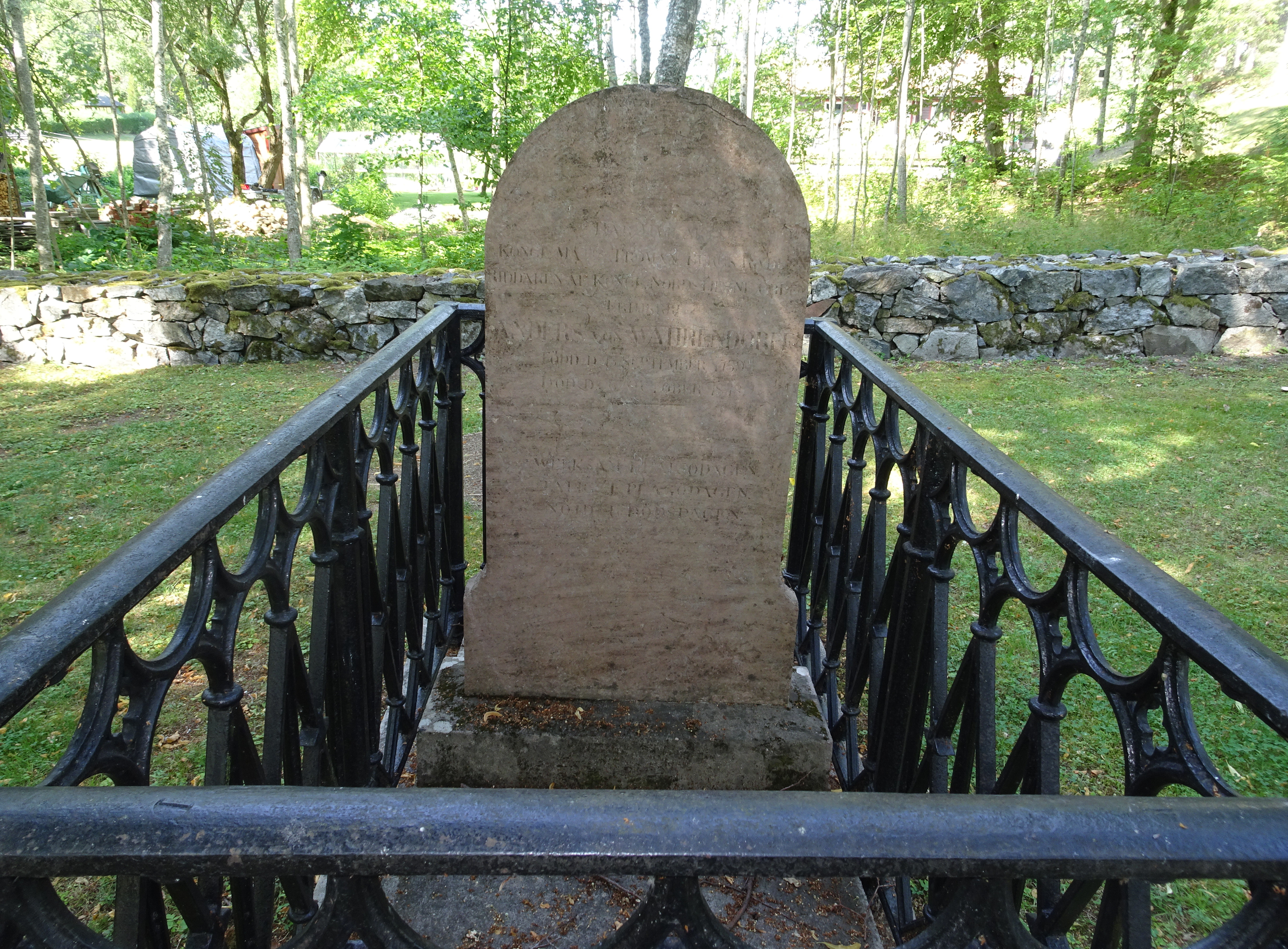
Anders von Wahrendorffs grav på Taxinge kyrkogård.